# Walter Winkler
Walter Winkler (Piekary Śląskie, 2 de febrero de 1943 - ibídem, 4 de junio de 2014) fue un futbolista polaco que jugaba en la demarcación de defensa.

## Biografía
En 1960, con 17 años de edad debutó como futbolista con el Polonia Bytom. Jugó un total de catorce temporadas con el club, llegando a ganar la Ekstraklasa dos años después de su debut, y la Copa Intertoto en la temporada 1964/1965. En 1974 fichó por dos años por el RC de Lens, hasta que finalmente volvió por una temporada al Polonia Bytom, para retirarse en 1977.
Falleció el 4 de junio de 2014 a los 71 años de edad.

## Selección nacional
Fue convocado por primera vez con la selección de fútbol de Polonia por el seleccionador Antoni Brzeżańczyk el 8 de junio de 1966 en un partido amistoso contra Brasil. Jugó un total de 23 partidos, llegando a disputar partidos de clasificación para la Copa Mundial de Fútbol de 1970 y para la Eurocopa 1972.

## Clubes

### Como futbolista
| Club          | País    | Año         |
| ------------- | ------- | ----------- |
| Polonia Bytom | Polonia | 1960 - 1974 |
| RC de Lens    | Francia | 1974 - 1976 |
| Polonia Bytom | Polonia | 1976 - 1977 |

### Como entrenador
| Club          | País    | Año         |
| ------------- | ------- | ----------- |
| Polonia Bytom | Polonia | 1994 - 1995 |

## Palmarés

### Campeonatos nacionales
| Título      | Club          | País    | Año  |
| ----------- | ------------- | ------- | ---- |
| Ekstraklasa | Polonia Bytom | Polonia | 1962 |

### Campeonatos internacionales
| Título                    | Club          | País    | Año  |
| ------------------------- | ------------- | ------- | ---- |
| Copa Intertoto de la UEFA | Polonia Bytom | Polonia | 1965 |